# Puchar Sześciu Narodów U-20
Puchar Sześciu Narodów U-20 – międzynarodowy turniej w rugby union dla sześciu europejskich reprezentacji narodowych do lat dwudziestu organizowany od roku 2008. Zastąpił on w związku z restrukturyzacją rozgrywek juniorskich przez IRB poprzednie zawody rozgrywane dla drużyn do lat 19 i do lat 21.

## Edycje
| Edycja | 1. miejsce    | 2. miejsce    | 3. miejsce    | 4. miejsce    | 5. miejsce    | 6. miejsce    |
| ------ | ------------- | ------------- | ------------- | ------------- | ------------- | ------------- |
| 2008   | Anglia U-20   | Walia U-20    | Francja U-20  | Irlandia U-20 | Włochy U-20   | Szkocja U-20  |
| 2009   | Francja U-20  | Irlandia U-20 | Anglia U-20   | Szkocja U-20  | Walia U-20    | Włochy U-20   |
| 2010   | Irlandia U-20 | Anglia U-20   | Walia U-20    | Francja U-20  | Szkocja U-20  | Włochy U-20   |
| 2011   | Anglia U-20   | Francja U-20  | Walia U-20    | Irlandia U-20 | Włochy U-20   | Szkocja U-20  |
| 2012   | Anglia U-20   | Francja U-20  | Irlandia U-20 | Walia U-20    | Szkocja U-20  | Włochy U-20   |
| 2013   | Anglia U-20   | Walia U-20    | Irlandia U-20 | Szkocja U-20  | Francja U-20  | Włochy U-20   |
| 2014   | Francja U-20  | Anglia U-20   | Walia U-20    | Irlandia U-20 | Włochy U-20   | Szkocja U-20  |
| 2015   | Anglia U-20   | Francja U-20  | Szkocja U-20  | Walia U-20    | Irlandia U-20 | Włochy U-20   |
| 2016   | Walia U-20    | Francja U-20  | Irlandia U-20 | Szkocja U-20  | Anglia U-20   | Włochy U-20   |
| 2017   | Anglia U-20   | Francja U-20  | Walia U-20    | Irlandia U-20 | Szkocja U-20  | Włochy U-20   |
| 2018   | Francja U-20  | Anglia U-20   | Irlandia U-20 | Włochy U-20   | Walia U-20    | Szkocja U-20  |
| 2019   | Irlandia U-20 | Francja U-20  | Anglia U-20   | Walia U-20    | Włochy U-20   | Szkocja U-20  |
| 2020   | nie wyłoniono | nie wyłoniono | nie wyłoniono | nie wyłoniono | nie wyłoniono | nie wyłoniono |
| 2021   | Anglia U-20   | Francja U-20  | Irlandia U-20 | Walia U-20    | Włochy U-20   | Szkocja U-20  |
| 2022   | Irlandia U-20 | Francja U-20  | Anglia U-20   | Włochy U-20   | Walia U-20    | Szkocja U-20  |
| 2023   | Irlandia U-20 | Francja U-20  | Włochy U-20   | Anglia U-20   | Szkocja U-20  | Walia U-20    |
| 2024   | Anglia U-20   | Irlandia U-20 | Francja U-20  | Włochy U-20   | Walia U-20    | Szkocja U-20  |
| 2025   | Francja U-20  | Anglia U-20   | Walia U-20    | Włochy U-20   | Szkocja U-20  | Irlandia U-20 |